# Robert Putzinger
Robert Putzinger (* 1979 in Klagenfurt am Wörthersee, Kärnten) ist ein österreichischer Schauspieler, Theaterregisseur, Schauspielpädagoge und Sänger (Bariton).

## Leben
Robert Putzinger absolvierte zunächst eine Ausbildung zum Heilpädagogen. Er studierte Opernsologesang am Konservatorium Klagenfurt (1995–1997) und von 1997 bis 2001 Schauspiel am Max-Reinhardt-Seminar in Wien, wo er u. a. bei Klaus Maria Brandauer, István Szabó, Samy Molcho, Bernd Birkhahn und Karlheinz Hackl Unterricht hatte. Später nahm er privaten Gesangsunterricht bei Johanna Stojkovic (Berlin), bei Karl Oblasser (Wien) und belegte einen Meisterkurs bei Peter Svensson.
Bereits während des Studiums trat er als Diener Laurant in Tartuffe (Regie: Stephan Märki) am Schlosstheater Schönbrunn und als Knall in der Nestroy-Posse Der Färber und sein Zwillingsbruder am Wiener Burgtheater auf. Von 2001 bis 2004 war er festes Ensemblemitglied am Hans-Otto-Theater in Potsdam. Er spielte dort u. a. die männliche Hauptrolle Brad Majors in dem Musical Rocky Horror Show (Regie: Philippe Besson), Erster Frager in Albert Speer (Regie: Alexander Lang) und war als männlicher Part des „schmalzigen“ Gesangsduos „Moni und Horst“ der Partner von Rita Feldmeier in der Komödie Der Feuerwehrball von Herbert Olschok.
Seit 2004 ist Robert Putzinger als freischaffender Schauspieler tätig. 2005 trat er an der Neuköllner Oper in Berlin in der Operette Die Rose von Stambul in der Buffo-Partie des Fridolin auf. In der Spielzeit 2007/08 trat er am Hans-Otto-Theater in Potsdam und am Landestheater Neustrelitz als Dr. Falke in der Operette Die Fledermaus (Regie: Adriana Altaras) auf. 2008 gastierte er bei der „Volxbühne Klagenfurt“ mit dem Stück Der verkaufte Großvater. Ab der Spielzeit 2006/07 bis zum Ende der Spielzeit 2012/13 (Spielzeit 2012/13) gastierte Putzinger auch regelmäßig in verschiedenen Produktionen am Stadttheater Ingolstadt, u. a. als Pickel in Nigel Williams’ Theaterstück Klassenfeind, als Adjutant Schulz in Sein oder Nichtsein, in Cyrano de Bergerac sowie in Kinder und Jugendproduktionen.
Weitere Engagements folgten 2010 im Wiener Metropol und bei den Burgfestspielen in der Burgarena Finkenstein. Von 2011 bis 2015 verkörperte er in einer Tourneeproduktion die Titelrolle in dem Musical Phantom der Oper von Arndt Gerber (Musik) und Paul Wilhelm (Text).
Putzinger arbeitete auch für das Fernsehen und den Film. Für das Kino drehte er mit Karl Markovics und Andreas Schmied (Harri Pinter, Drecksau). In dem Fernsehfilm Wenn du wüsstest, wie schön es hier ist (2015) aus der Landkrimi-Filmreihe verkörperte er, an der Seite von Gerhard Liebmann, den „witzigen und humorvollen“ Dorfpolizisten Gerry Oblitschnig. In der österreichischen TV-Serie SOKO Donau hatte er 2016 neben Katrin Lux und Thomas Unger eine Episodenrolle als bester Freund eines verschwundenen Café-Besitzers. Außerdem war er in einer Nebenrolle in der TV-Miniserie Mörderisches Tal – Pregau zu sehen. 
Ab 2009 lebte und arbeitete Robert Putzinger als freier Schauspieler und Sänger zunächst wieder in Wien, später zog er nach Feldkirchen in Kärnten. Er arbeitet neben seiner Tätigkeit als Schauspieler regelmäßig als Schauspielpädagoge und fungiert als Leiter von Schauspiel-Seminaren in Kärnten. Als Theaterregisseur inszenierte er mehrere Aufführungen mit Kärntner Laien- und Amateurtheaterensembles.
Sein Bruder ist der Schauspieler Richard Putzinger, der seit 2006 fest zum Ensemble des Theaters Ingolstadt gehört.

## Filmografie (Auswahl)
- 2011: Atmen (Kinofilm)
- 2015: Wenn du wüsstest, wie schön es hier ist (Fernsehreihe)
- 2016: SOKO Donau: Stiller Abgang (Fernsehserie)
- 2016: Mörderisches Tal – Pregau (TV-Miniserie)
- 2017: Harri Pinter, Drecksau (Kinofilm)